# Iwerski-Kloster

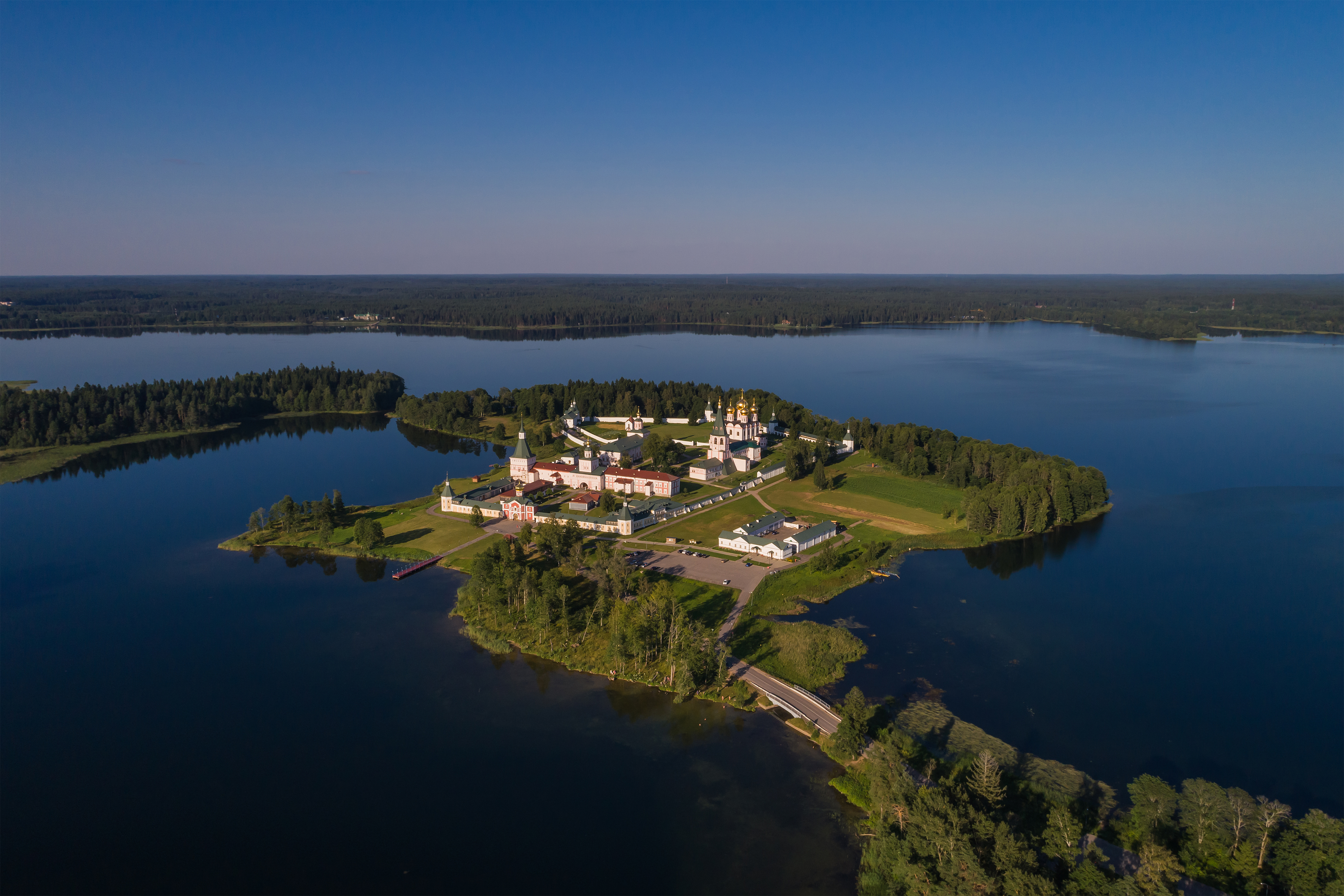
Luftaufnahme

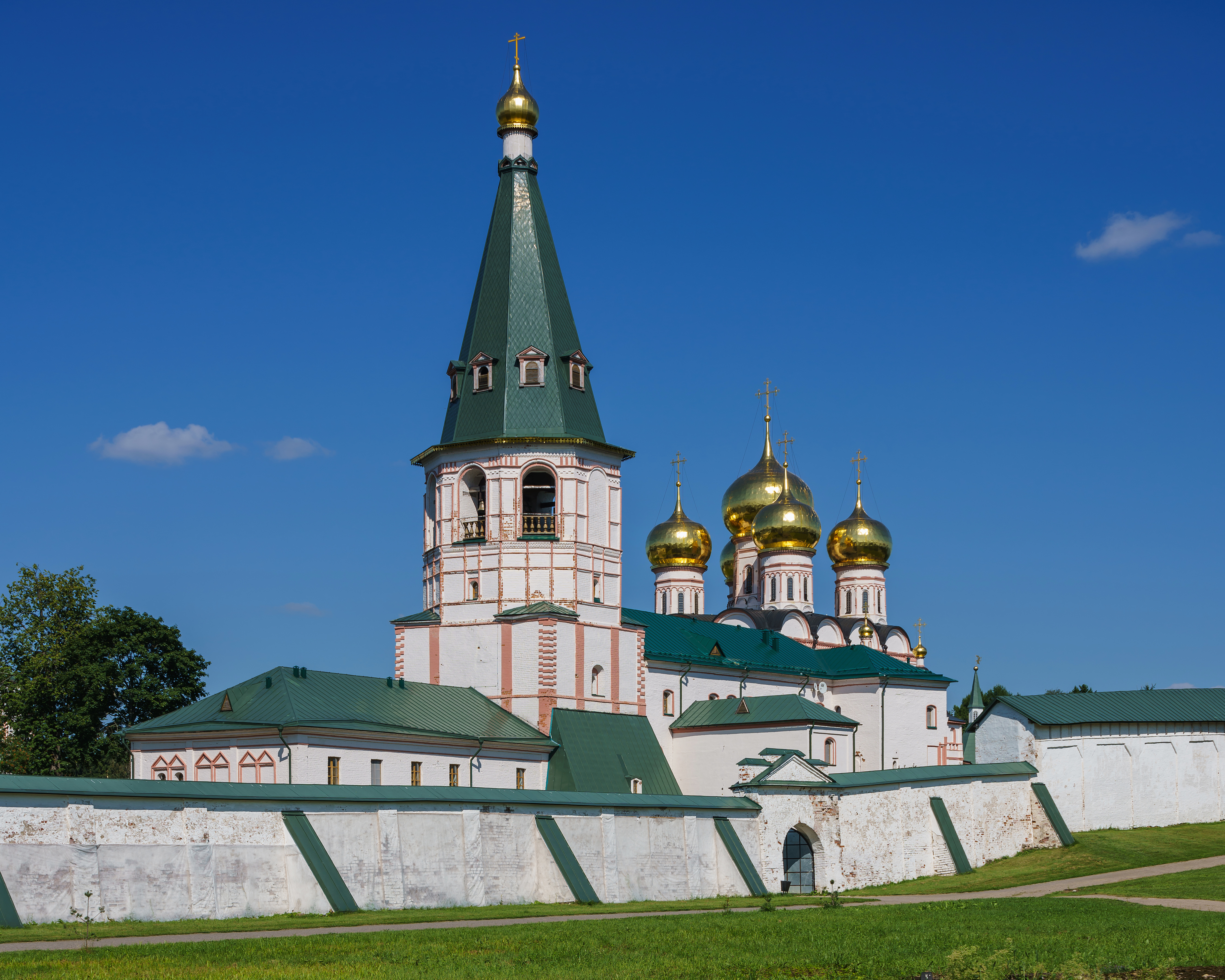
Außenansicht

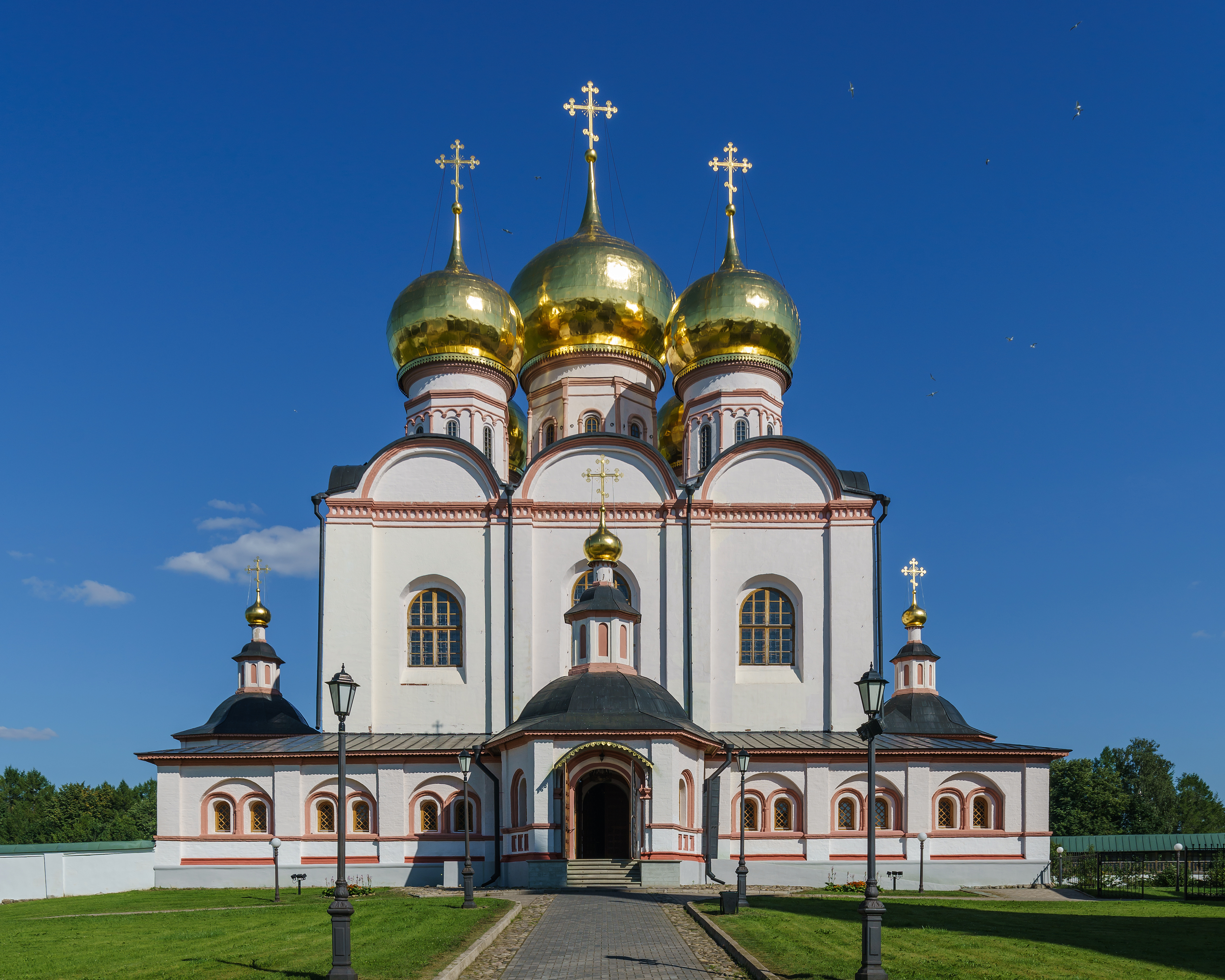
Kathedrale

Das Iwerski-Kloster (russisch Иверский монастырь/ Iwerski monastyr) ist ein russisch-orthodoxes Kloster nahe der Stadt Waldai in der Oblast Nowgorod (Russland). Es befindet sich auf einer im Waldaisee gelegenen Insel. Sein voller Name lautet Waldai-Iwerski-Swjatoosjorski-Gottesmutter-Männerkloster (Валдайский Иверский Святоозёрский Богородицкий мужской монастырь/ Waldaiski Iwerski Swjatoosjorski Bogorodizki muschskoi monastyr). Der Name bezieht sich auf das im 13. Jahrhundert von georgischen Mönchen gegründete Kloster Iviron (russisch ebenfalls Iwerski-Kloster) am Heiligen Berg Athos in Griechenland (Iweria ist eine historische Bezeichnung für einen Teil Georgiens).

## Geschichte
Das Kloster wurde im Jahr 1653 vom Patriarchen Nikon errichtet. Hier arbeitete die erste russische Provinzdruckerei. Eine der wichtigsten Aufgaben der Mönche bestand darin, Bücher aus alter Schrift in die russische Sprache zu übersetzen.
Im Jahr der Russischen Revolution 1917 verbrannten über 400 Bücher der Klosterbibliothek. Couragierte Bürger in Waldai allerdings brachten viele Bücher und Kunstschätze in Sicherheit. Im neu errichteten Heimatmuseum kann man einen Teil dieser einmaligen Zeugnisse einer vergangenen Zeit wiederfinden. 1927 wurde das Kloster geschlossen, die Gebäude in der Folgezeit als Werkstätten, Hospital, Schule, Sanatorium und Erholungsheim genutzt. 1991 erfolgte die Rückgabe an die Kirche und Wiedereröffnung als Kloster.